# Károlyi Irén (színművész)
Károlyi Irén (Budapest, 1919. december 20. – ? ) magyar színésznő.

## Életpályája
1946-ban végzett a Országos Magyar Színművészeti Akadémián. Pályája a Pécsi Nemzeti Színháznál indult. 1949-től a kecskeméti Katona József Színházhoz szerződött. 1952-től egyik alapító tagja volt az Állami Faluszínháznak, majd a jogutód Állami Déryné Színház társulatához tartozott. 1957-től a Miskolci Nemzeti Színháznál töltött egy évadot. 1958-tól Budapesten szerepelt, a Nemzeti Színház művészeként. Aktív színésznőként folyamatosan tagja volt a társulatnak, de nyugdíjasként is foglalkoztatták, karakterszerepeket bíztak rá. Segédrendezőként és a rendező munkatársaként is dolgozott. Utolsó premierje 1990. február 9-én volt, Bertolt Brecht: A kaukázusi krétakör című drámájában szerepelt. 1991 januárjában még színpadra lépett.

## Színházi szerepeiből
- William Shakespeare: Téli rege... második udvarhölgy
- Molière: Kárhozó (A fösvény)... Erzsike
- Pedro Calderón de la Barca: Huncut kísértet... Clara
- Friedrich Schiller: Ármány és szerelem... Lady Milford; Sophie
- Nyikolaj Vasziljevics Gogol: Leánynéző... Agafja
- Nyikolaj Alekszejevics Nyekraszov: Unalmas őszi este (Őszi este)... Anyiszja
- Nyikolaj Alekszejevics Nyekraszov: A pétervári uzsorás... Liza
- Anatolij Vlagyimirovics Szofronov: Moszkvai jellem... Polozova
- Alekszandr Alekszandrovics Fagyejev: Az ifjú gárda... Jelena Kosevája
- Vlagyimir Vlagyimirovics Majakovszkij: Gőzfürdő... Lakóbizottsági elnök
- Harriet Beecher Stowe: Tamás bátya kunyhója... Cassy
- Henrik Ibsen: Peer Gynt... Kari, zsellér asszony
- Bertolt Brecht: A rettegés birodalma... Szobalány
- Bertolt Brecht: A szecsuáni jólélek... Sógornő
- Bertolt Brecht: A vágóhidak Szent Johannája... Márta, a Feketekalaposok közkatonája
- Federico García Lorca: A csodálatos vargáné... Lila szomszédasszony
- Mona Brand: Hamilton család... Hamiltonné
- J. B. Priestley: Ismeretlen város... Batleyné
- Agatha Christie: Tíz kicsi néger... Emily Brent
- Marcel Pagnol: Dicsőség vására... Germaine
- Vaszilij Vasziljevics Skvarkin: Az idegen gyermek... Olga
- Alekszandr Jevdokimovics Kornyejcsuk: Bodzaliget... Nagyezsda
- Konrad Kapiva: Dalolnak a pacsirták... Vera Pavlovna
- Borisz Andrejevics Lavrenyov: Amerika hangja... Cynthia
- Marin Držić: Dundo Maroje... Petrunjella, Laura komornája
- Heiner Müller: Elérkezett az idő.. Harmadik nő
- Paul Armont: Fiúk, lányok, kutyák... Odette
- Csiky Gergely: Ingyenélők (A proletárok)... Elza
- Madách Imre: Az ember tragédiája... Egy anya
- Vörösmarty Mihály: Csongor és Tünde... Mirigy
- Móricz Zsigmond: Légy jó mindhalálig... Török Ilonka; Pósalaki gazdaasszonya
- Móricz Zsigmond: Nem élhetek muzsikaszó nélkül... Teréz néni, Veronika mamája
- Heltai Jenő: A néma levente... Carlotta
- Vaszary Gábor: Az ördög nem alszik... Mici
- Komjáti Károly – Békeffi István – Kellér Dezső: Csicsónénak három lánya... Sarolta
- Fejér István: Szoba nincs... Arabella
- Háy Gyula: Az élet hídja... Szádváryné
- Salamon Pál: Magadra kiálts... Karola nővér
- De Fries Károly: Kihajolni veszélyes... Klugerné
- Darvas József: Részeg eső... Balla néni
- Darvas József: Hajnali tűz... Süléné
- Darvas József: Kormos ég... Szolgálólány
- Urbán Ernő: Tűzkeresztség... Hatóné; Boziné
- Földes Mihály: Mélyszántás... Fazekasné
- Németh László: Villámfénynél... Virrasztó asszony
- Galgóczi Erzsébet – Böhm György: Vidravas... Panni néni
- Illés Endre: Rendetlen búbánat... Ápolónő
- Vészi Endre: Le az öregekkel... szereplő
- Dobozy Imre: Holnap folytatjuk... Takarítónő
- Csurka István: Döglött aknák... Látogató

## Filmes és televíziós szerepei
- Végre, hétfő! (1971)
- Gárdonyi Géza: Ida regénye (1974)
- Százéves asszony (1976)... Örömanya, a menyasszony anyja
- Húsvét (1976)
- Csurka István: Döglött aknák (1979)